# Benedicto Godoy
Benedicto Godoy Véizaga (* 28. Juli 1924 in La Paz; † unbekannt) war ein bolivianischer Fußballspieler. Der Stürmer nahm mit der bolivianischen Nationalmannschaft an der Fußball-Weltmeisterschaft 1950 teil. 

## Karriere

### Verein
Auf Vereinsebene spielte Benedicto Godoy mindestens von 1949 bis 1951 für Ferroviario La Paz. Weitere Daten über seine Vereinskarriere sind nicht bekannt.

### Nationalmannschaft
Godoy debütierte in der Nationalmannschaft beim Campeonato Sudamericano 1949 und bestritt sechs der sieben Spiele für sein Team. Die Verdes kamen mit vier Siegen bei drei Niederlagen auf den vierten Turnierplatz. Er nahm im Folgejahr an der Weltmeisterschaft in Brasilien teil. Dort kam er bei der 0:8-Niederlage im einzigen Spiel gegen den späteren Weltmeister Uruguay nicht zum Einsatz.